# Arben Bajraktaraj
Arben Bajraktaraj (ur. 29 stycznia 1973) – albańsko-francuski aktor filmowy i telewizyjny. Występował w wielu francuskich filmach, lecz brał też udział w międzynarodowych produkcjach, takich jak Eden Log czy Żywy towar. Nierzadko wciela się w role kryminalistów, np. Marko w filmie Uprowadzona. Zagrał też postać śmierciożercy Antonina Dołohowa w filmach Harry Potter i Zakon Feniksa i Harry Potter i Insygnia Śmierci, Część 1.
Biegle włada językiem angielskim, francuskim, albańskim, serbskim i słoweńskim.